# Semotrachia winneckeana
Semotrachia winneckeana är en snäckart som först beskrevs av Tate 1894.  Semotrachia winneckeana ingår i släktet Semotrachia och familjen Camaenidae. IUCN kategoriserar arten globalt som nära hotad. Inga underarter finns listade i Catalogue of Life.